# 戈尔德克罗纳赫
戈尔德克罗纳赫（德語：Goldkronach，發音：[ɡɔltˈkʁoːnax] ⓘ）是德国巴伐利亚州上弗兰肯行政区拜罗伊特县的城市，面积30.68平方千米，2023年12月31日人口为3,523人。